# Шушково (Владимирская область)
Шушково — деревня в Александровском муниципальном районе Владимирской области России, входит в состав Андреевского сельского поселения.

## География
Деревня расположена в 18 км на северо-восток от центра поселения села Андреевского и в 36 км на северо-восток от райцентра города Александрова.

## История
Деревня образована после Великой Отечественной войны в составе Долгопольского сельсовета, с 2005 года — в составе Андреевского сельского поселения. 

## Население
| 2002 | 2010 | 2021 |
| ---- | ---- | ---- |
| 10   | ↘7   | ↘3   |